# Micropterix allionella
Micropterix allionella là một loài bướm đêm thuộc họ Micropterigidae. Nó được tìm thấy ở Pháp, Ý, Đức, Thụy Sĩ, Áo, Cộng hòa Séc, Slovakia, Bulgaria, Croatia, Slovenia và Ba Tư cũ.
Chiều dài cánh trước là 3.6-4.5 mm đối với con đực và 4.7-4.8 mm đối với con cái.